# Эфиопия на летних Олимпийских играх 2020
Эфиопия на летних Олимпийских играх 2020 года была представлена 38 спортсменами в 4 видах спорта. Знаменосцем сборной Эфиопии на церемонии открытия Игр стал пловец Абдельмалик Муктар, а на церемонии закрытия — легкоатлет Селемон Барега, ставший чемпионом Олимпийских игр в беге на 10 000 метров. По итогам соревнований на счету эфиопских спортсменов было 1 золотая, 1 серебряная и 2 бронзовые медали, что позволило сборной Эфиопии занять 56-е место в неофициальном медальном зачёте.

## Медали
| Золото  |                  |                                                               |           |
| №       | Спортсмены       | Вид спорта (дисциплина)                                       | Дата      |
| 1       | Селемон Барега   | Лёгкая атлетика (бег на 10 000 метров, мужчины)               | 30 июля   |
| Серебро |                  |                                                               |           |
| №       | Спортсмены       | Вид спорта (дисциплина)                                       | Дата      |
| 1       | Ламеха Гирма     | Лёгкая атлетика (бег на 3000 метров с препятствиями (мужчины) | 30 июля   |
| Бронза  |                  |                                                               |           |
| №       | Спортсмены       | Вид спорта (дисциплина)                                       | Дата      |
| 1       | Гудаф Цегай      | Лёгкая атлетика (бег на 5000 метров, женщины)                 | 2 августа |
| 2       | Летесенбет Гидей | Лёгкая атлетика (бег на 10000 метров, женщины)                | 7 августа |

## Состав сборной
Велоспорт
 Шоссейный велоспорт
1. Селам Амха

 Лёгкая атлетика
1. Мелезе Нберет
2. Сэмюэл Абате
3. Теддес Леми
4. Самуэль Тефера
5. Нибрет Мелак
6. Милкеса Менгеша
7. Гетнет Уэйл
8. Бериху Арегави
9. Селемон Барега
10. Йомиф Кеджельча
11. Ламеха Гирма
12. Бикила Тадесе Такеле
13. Гетнет Уэйл
14. Лелиса Десиса
15. Шура Китата
16. Сисай Лемма
17. Хабитам Алему
18. Нетсанет Деста
19. Фревейни Хайлу
20. Лемлем Хайлу
21. Дирибе Велтеджи
22. Эйгайеху Тайе
23. Сенбере Тефери
24. Гудаф Цегай
25. Циги Гебреселама
26. Цехай Гемечу
27. Летесенбет Гидей
28. Мекидес Абебе
29. Ломи Мулета
30. Зерфе Вондемаген
31. Роза Дереже
32. Бирхане Дибаба
33. Зейнеба Йимер
34. Ехуала Белетью

 Тхэквондо
1. Абдельмалик Муктар